# Bruno Schmidt-Bleibtreu
Bruno Schmidt-Bleibtreu (* 2. August 1926 in Odenkirchen; † 14. Dezember 2018 in Bonn) war ein deutscher Jurist, Ministerialdirektor und Autor. Darüber hinaus wirkte er als Herausgeber einiger juristischer Fachpublikationen auf dem Gebiet des Staatsrechts.

## Leben
Bruno Schmidt-Bleibtreu, der der katholischen Studentenverbindung KStV Arminia Bonn im KV angehörte, studierte Rechtswissenschaft und promovierte 1953 an der Universität Bonn; 1955 bestand er die Zweite Juristische Staatsprüfung. Er war Ministerialdirektor im Bundesministerium der Finanzen, bis er 1991 seinen Ruhestand antrat. Während der Wiedervereinigung war er im Bundesfinanzministerium der hierfür zuständige Abteilungsleiter. Er war seit 1956 mit der Schriftstellerin Ellen Schmidt-Bleibtreu (* 1929) verheiratet. Zuletzt lebte er in dem Seniorenhaus Maria Einsiedeln in Bonn-Venusberg.

## Ehrungen
- 1977: Verdienstkreuz 1. Klasse der Bundesrepublik Deutschland
- 1991: Großes Verdienstkreuz der Bundesrepublik Deutschland

## Werke
- Das Gesetzgebungsrecht des Okkupanten, Diss. Bonn 1953.
- mit Franz Klein: Steuerrecht unter Verfassungskontrolle : die Rechtsprechung des Bundesverfassungsgerichts in Finanz- und Steuersachen, 1966.
- Hrsg., mit Franz Klein: Kommentar zum Grundgesetz, 1967 (zahlreiche weitere Auflagen).
- Staatshaftungsgesetz: StHG; Text mit ausführlichen Erl. und Gesetzesmaterialien ab 1. 1. 1982, 1981, ISBN 3-472-31084-7.
- Der Einigungsvertrag in seiner rechtlichen Gestaltung und Umsetzung. In: Klaus Stern, Bruno Schmidt-Bleibtreu (Hrsg.): Einigungsvertrag und Wahlvertrag. (= Verträge und Rechtsakte zur Deutschen Einheit. Bd. 2). München 1990, ISBN 3-406-34938-2, S. 57–87.

Bruno Schmidt-Bleibtreu führte die 1965 von Theodor Maunz begründete Loseblattsammlung Bundesverfassungsgerichtsgesetz. Kommentar fort.